# Chimonobambusa pubescens
Chimonobambusa pubescens là một loài thực vật có hoa trong họ Hòa thảo. Loài này được T.H.Wen mô tả khoa học đầu tiên năm 1986.